# ПМН

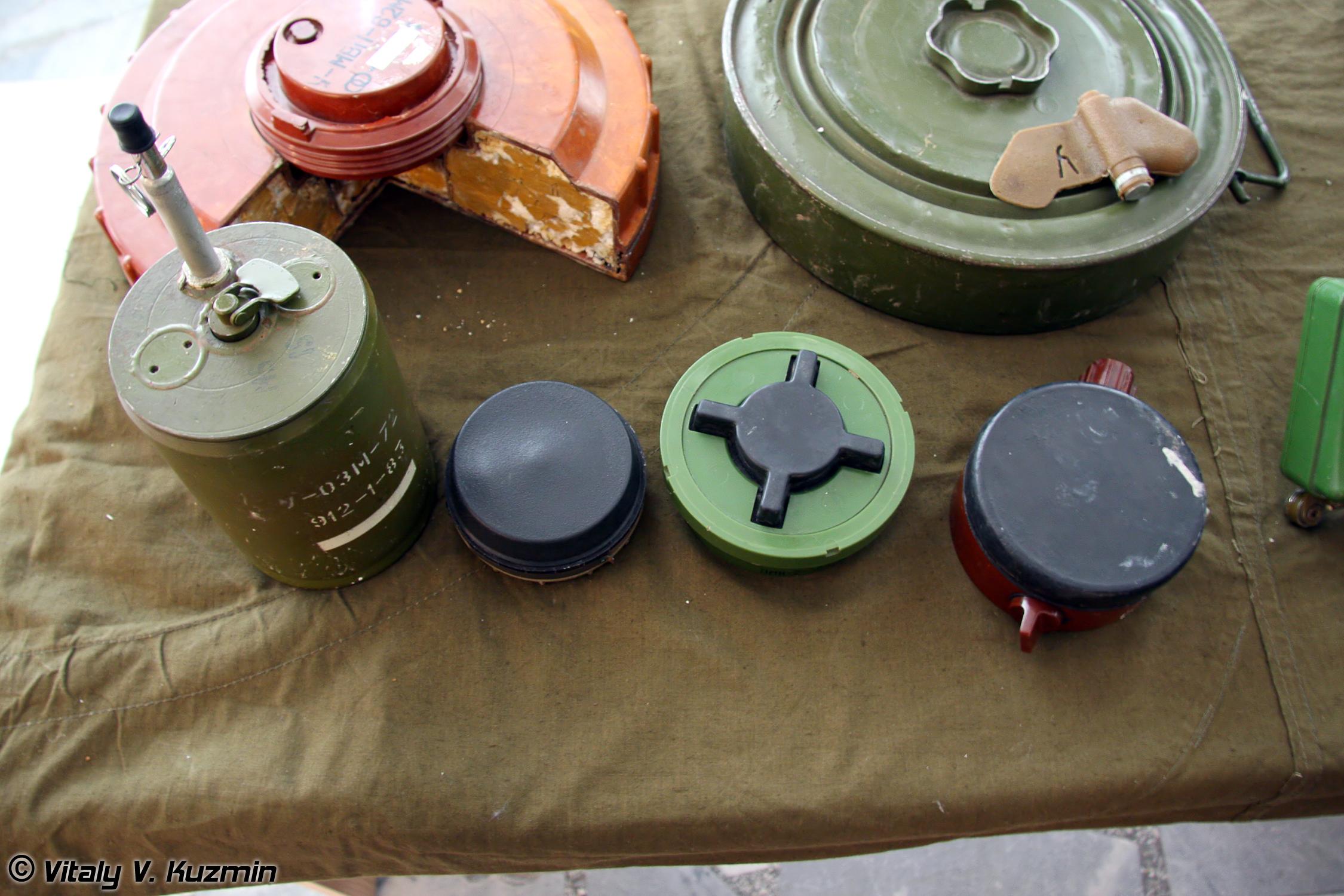
Перший ряд зліва направо: протипіхотні міни ОЗМ-72, ПМН-4, ПМН-2 і ПМН-1. Дві більші міни — радянські протитанкові міни ТМ-62П2 і ТМ-46 (на ній лежить ПФМ-1).

ПМН (рос. противопехотная мина нажимная, дос. «протипіхотна міна натискної дії») — серія протипіхотних мін вибухової дії, що була розроблена і виготовлена в Радянському Союзі. Вони є одними з найпоширеніших протипіхотних мін в російсько-українській війні.

## Перша ПМН

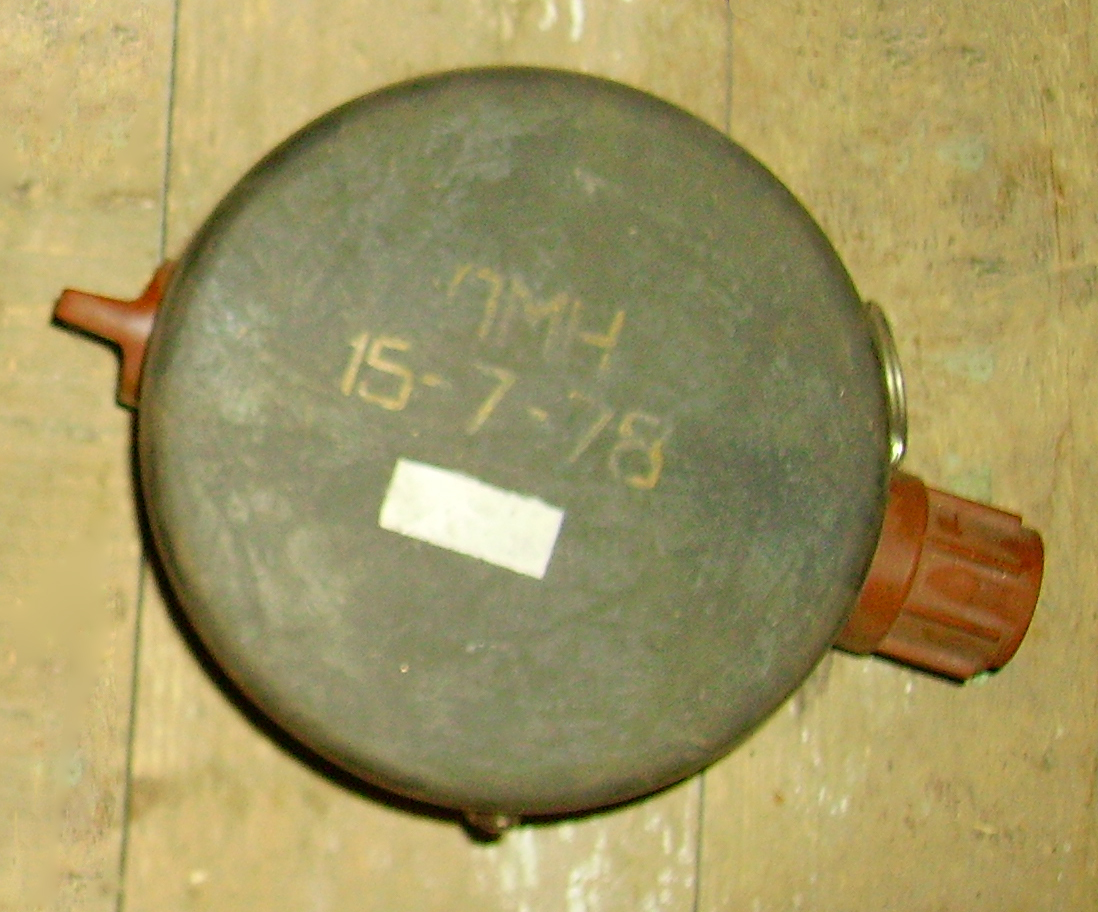
Протипіхотна міна ПМН виробництва 1978 року.

Розроблена в СРСР наприкінці 1950-х років. Отримала назву ПМН. Пізніше, у зв'язку з розробкую наступних мін серії, стали іноді називати ПМН-1. "Народна" назва — Чорна вдова. Містить найбільшу кількість вибухівки серед мін серії. Більшість протипіхотних мін містять близько 50 г вибухової речовини і зазвичай руйнують повністю або частково стопу жертви. На відміну від них, ПМН містить 200 г тротилу, і зазвичай калічить всю ногу жертви (призводить до травматичної ампутації вище коліна), а також може завдати серйозних травм сусідній кінцівці. Більшість постраждалих від протипіхотних мін (наприклад, М14, що містить 29 г вибухівки) мають дуже високу ймовірність вижити, хоча неминуче зазнають постійної інвалідності, пов'язаної з порушенням ходи. Однак внаслідок великої кількості вибухівки всередині ПМН, ризик загибелі жертв значно вищий, а серед виживших ступінь інвалідності вищий.
Міна має циліндричну форму, діаметр 110 мм. Корпус бакелітовий (коричневого або чорного кольору) з чорною гумовою натискною пластиною, має всередині два канали: вертикальний та горизонтальний. Заряд міни — тротилова шашка, закріплена в корпусі за допомогою лаку. Натискний пристрій (кришка) міни складається з гумового ковпака та пластмасового щитка. Гумовий ковпак одягнений на корпус та закріплений на ньому металевою стрічкою. Спусковий механізм змонтований у вертикальному каналі корпусу і складається з пластмасового штока, пружини та кільця розрізу. У штоку є вікно з бойовим виступом. Під час спрацювання міни ударник проходить у вікно. Бойовий виступ утримує підпружинений ударник на бойовому зводі після перерізання металоелементу. У зібраній міні шток підібганий пружиною вгору до розрізного кільця. Ударний механізм розміщено у горизонтальному каналі корпусу. Він зібраний в окремий вузол та має тимчасовий запобіжник. Ударний механізм складається з втулки, ударника з різаком у вигляді петлі зі сталевої струни, закріпленої за допомогою вкладиша, бойової пружини, металоелементу № 2, запобіжної чеки з кільцем, ковпачка з гумовою прокладкою, що герметизують місце з'єднання ударного механізму з корпусом міни. У мінах ПМН, виготовлених до 1965, різак має іншу конструкцію. Він виконаний у вигляді відрізка сталевої струни, закріпленого у металевій рамці на кінці штока ударника. 

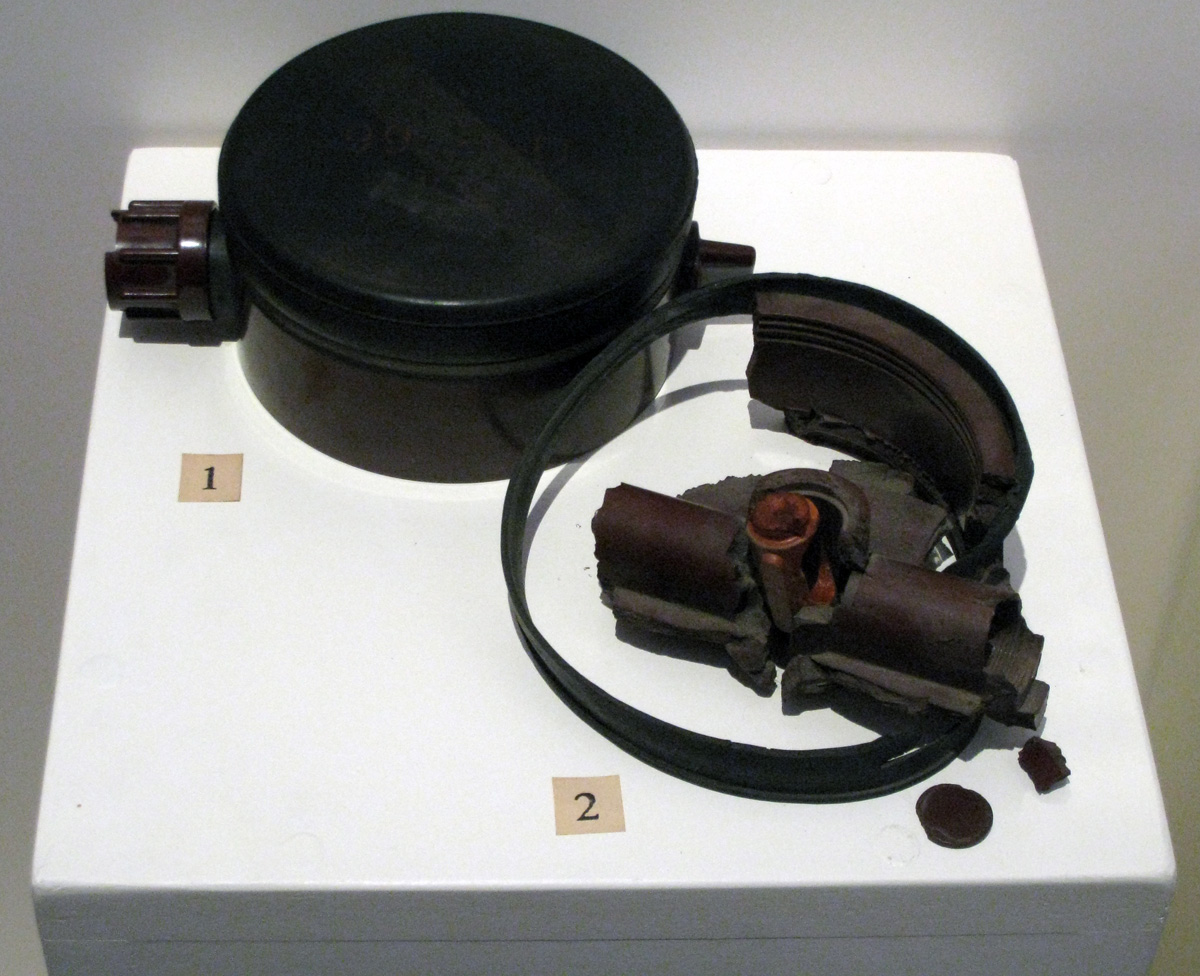
Дві міни ПМН: перший приклад повністю укомплектований, другий показує зовнішній вигляд міни ПМН після того, як вона здетонувала

У зібраному ударному механізмі бойова пружина стиснута, шток ударника проходить через втулку і утримується в ній запобіжною чекою. Металоелемент № 2 міститься в пазу втулки в петлі різака. Запал МД-9 розміщується в горизонтальному каналі корпусу з боку, протилежного ударному механізму. Запал складається з пластмасової гільзи, тетрилової шашки масою 6,5 г і капсуля-детонатора накольного дії М-1, закріпленого в гнізді шашки на лаку. Тетрилова шашка виконує роль передавального заряду. Запал МД-9 закріплюється в міні пробкою із гумовою прокладкою.
Після висмикування запобіжної чеки спрацьовує тимчасовий запобіжник — перерізається металоелемент № 2. Міна переходить у бойове становище — ударник упирається у бойовий виступ штока. При натисканні на міну кришка та шток опускаються, бойовий виступ штока виходить із зачеплення із ударником. Ударник звільняється, під дією бойової пружини проходить через вікно в штоку і наколює капсуль-детонатор М-1, який вибухає та викликає вибух тетрилової шашки та заряду ВР міни.

### Тактико-технічні характеристики міни ПМН
- Висота: 53 мм
- Діаметр: 110 мм
- Діаметр датчика цілі: 100 мм
- Вага основного заряду: 200 г тротилу (ініціюється 9-грамовим тетриловим детонатором)
- Загальна вага: 550/600 г
- Запал: МД-9 (чутливий до удару)
- Робочий тиск: 8-25 кг
- Температурний діапазон застосування: -40°С +50°С
- Матеріал корпусу: пластмаса/гума

## ПМН-2
Докладніше: ПМН-2

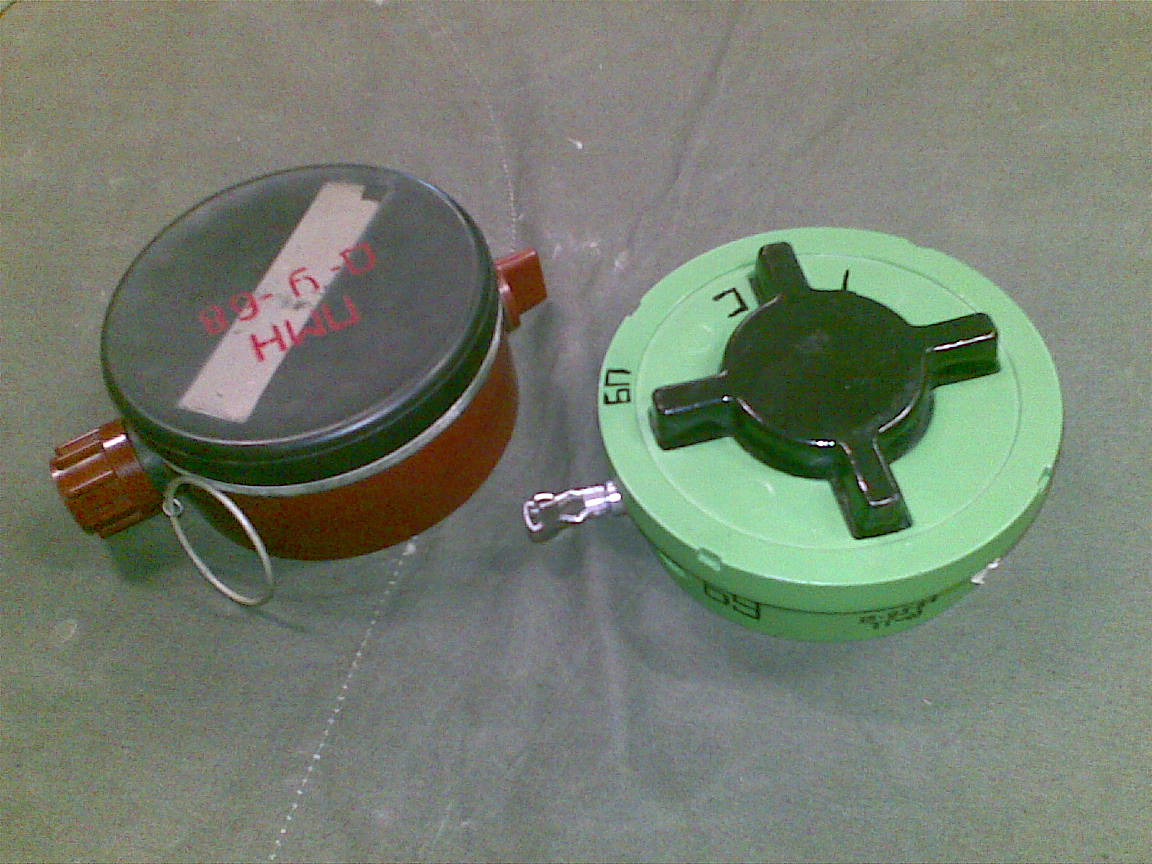
Міни ПМН і ПМН-2. Обидві мають штифти активації, що означає, що механізми запалу не активовані

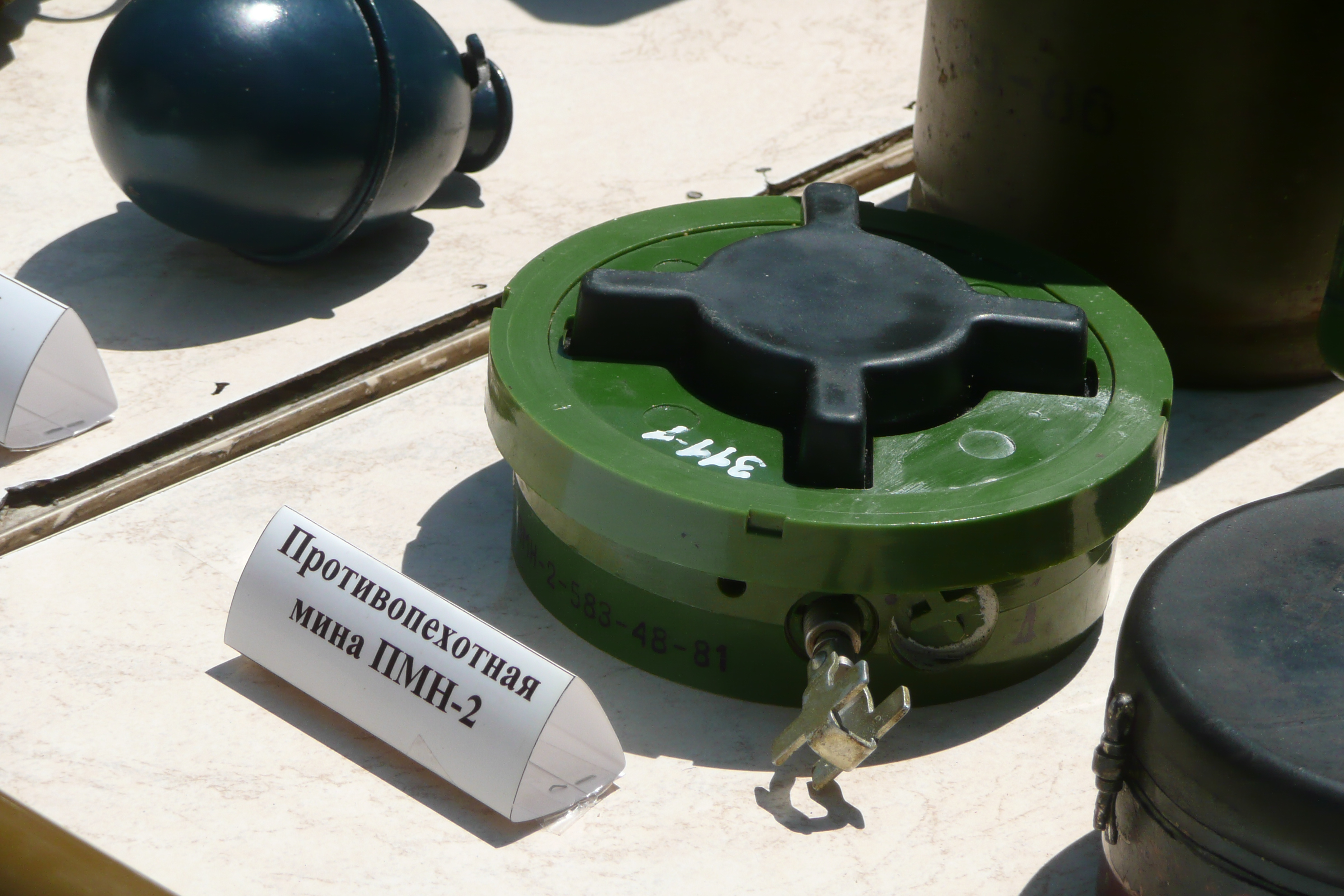
Міна ПМН-2 з бойовим штифтом на місці.

Розроблена в середині 1970-х років. Корпус виготовлений з литого пластику. Найчастіше колір листяно-зелений, іноді коричневий. Верхня частина міни має чорну гумову Х-подібну натискну пластину. Начинка являє собою вибухівку на основі суміші гексогену з тринітротолуолом (ТГ-40). Як і перша ПМН, ПМН-2 має велику вибухову начинку порівняно з багатьма іншими протипіхотними мінами.
Однією з суттєвих відмінностей між ПМН і ПМН-2 є те, що ПМН-2 містить більш сучасний запал з інтегрованою перегородкою під натискною пластиною. Це, а також Х-подібна конструкція натискної пластини робить ПМН-2 набагато стійкішою до традиційних вибухових протимінних засобів, які використовують раптовий надлишковий тиск для детонації мін. Тому її можна вважати вибухостійкою міною. На відміну від неї, ПМН (конструкція 1950-х років) може бути успішно розмінована такими методами.
Запал ПМН-2 має затримку на встановлення приблизно 60 секунд. При обертанні ключа активації та витягуванні його з міни штифт блокування зрізається. Це дозволяє пневмобалону всередині шахти накачуватись пружиною стиснення, яка, у свою чергу, піднімає «запобіжний» стрижень із траєкторії затвора, розблоковуючи його рух. Затримка постановки на бойове зведення у ПМН-2 значно коротша, ніж у ПМН.

### Тактико-технічні характеристики міни ПМН-2
- Висота: 53 мм
- Діаметр: 120 мм
- Вага основного заряду: 100 грам ТГ-40 (суміш тротилу з гексогеном)
- Загальна вага: 420 г
- Запал: МД-9
- Робочий тиск: 5-25 кг
- Температурний діапазон застосування: -40°С +50°С
- Матер'ял корпусу: пластмаса

## ПМН-3
Протипіхотна багатоцільова фугасна натискної дії, таймерного типу. Призначена для виведення з ладу особового складу противника. Зовні ідентична ПМН-2. Головною відмінністю від ПМН-2 є електронний запал з періодом самоліквідації від 0,5 до 8 діб (після чого міна самостійно вибухає), крім того має можливість використання як міні-пастки для вбивства/поранення саперів, має датчик нахилу. Використовувалась російськими військами у Чечні.

### Тактико-технічні характеристики міни ПМН-3
- Висота: 54 мм
- Діаметр: 122 мм
- Вага основного заряду: ТГ-40 100 г в тротиловому еквіваленті
- Загальна вага: 400 г
- Запал: електронний із періодом самоліквідації
- Робочий тиск: 8-25 кг
- Температурний діапазон застосування: -30°С +50°С
- Матер'ял корпусу: пластмаса

## ПМН-4

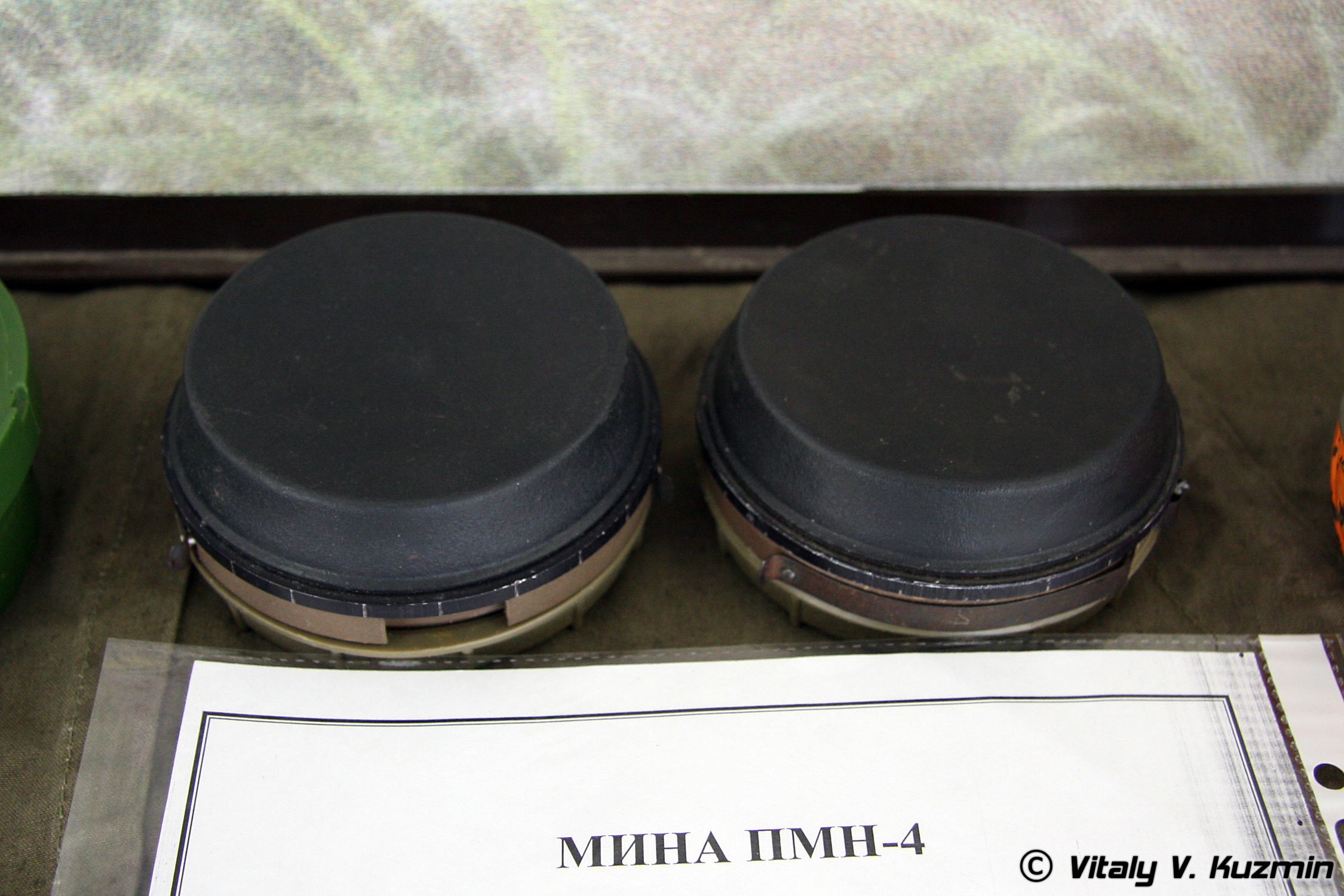
Пара мін ПМН-4

ПМН-4 — це фугасна міна із затримкою, що спрацьовує від натискання. Натискна пластина чорна, а корпус червонувато-коричневий або кольору хакі. Під чорною гумовою натискною пластиною прихований пластиковий натискний «павук» у формі пелюсток квітки. Діаметр міни 95 мм, висота 46 мм. Вага заряду вибухової речовини становить 55 грам. Він складається з 52 грамів «ТГ-40» (суміш 40/60 тротил/гексоген) плюс 3 грами пентолітового бустера. Загальна вага міни 300 грам. Міни ПМН-4 містять значну кількість металевих компонентів, тому їх легко виявити міношукачем. Детальна інформація про механізм запалу відсутня, хоча, враховуючи, що ПМН-4 була розроблена на початку 1980-х років, логічно припустити, що він є більш досконалим та/або надійним, ніж запал ПМН-2 (розробка середини 1970-х років), щоб компенсувати меншу кількість вибухової речовини зі значно меншою руйнівною силою. Аналогічно, ПМН-4 майже напевно є вибухостійкою міною завдяки конструкції притискного «павука» у формі квітки під натискною пластиною. Діаграми поперечного перерізу ПМН-4, що показують її компоненти, підтверджують думку, що ПМН-4 є більш складною конструкцією, ніж ПМН-2. Міни ПМН-4 були застосовані російськими військами в Україні та Південній Сирії.

### Тактико-технічні характеристики міни ПМН-4
- Висота: 42 мм
- Діаметр: 95 мм
- Вага основного заряду: 50 грам ТГ-40 (гексоген / тринітротолуол)
- Загальна вага: 300 г
- Сила спрацьовування: 5,1-15,3 кг[8]
- Час приведення в бойовий стан: 1 -40 хвилин
- Час бойової роботи (фіксований): 1 рік
- Температурний діапазон застосування: -40°С +50°С
- Матер'ял корпусу: пластмаса

## Безпечна процедура знешкодження
Вважається надзвичайно небезпечним знешкоджувати ПМН міни шляхом видалення запала, якщо тільки вони не були встановлені нещодавно і не перебувають у хорошому стані. Навіть якщо це так, те, що здається стандартною міною ПМН-1, насправді може бути міною-сюрпризом MC-3, яка оснащена вбудованим пристроєм проти розмінування, спеціально розробленого для вбивства саперів. Під стандартною міною ПМН може бути розміщено пристрій МЛ-7, що спрацьовує на розвантаження. Тому стандартною процедурою безпечного знешкодження мін ПМН є знищення їх на місці за допомогою невеликого заряду вибухівки.

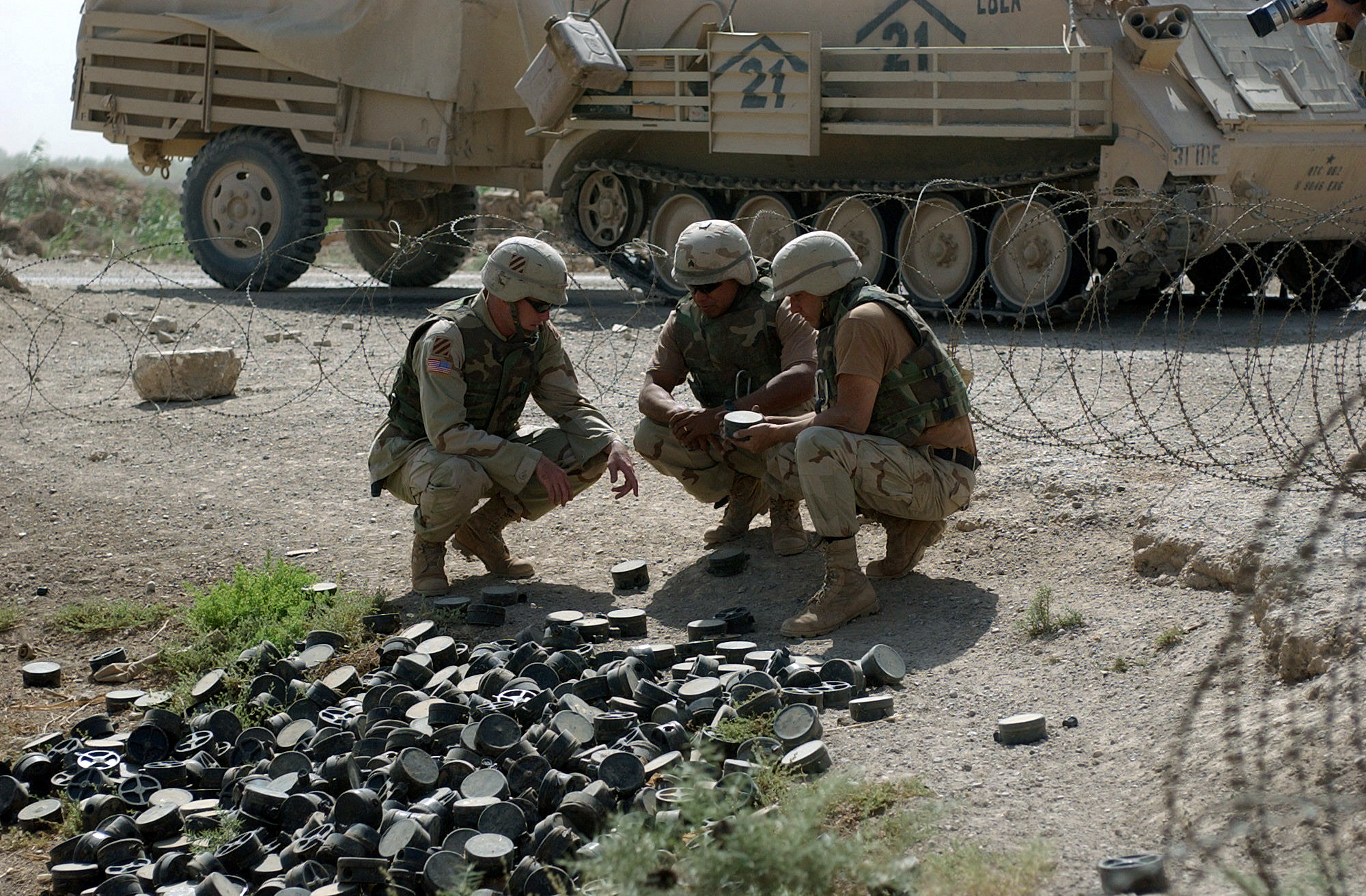
Міни типу ПМН-1, знайдені в Іраку (2003)
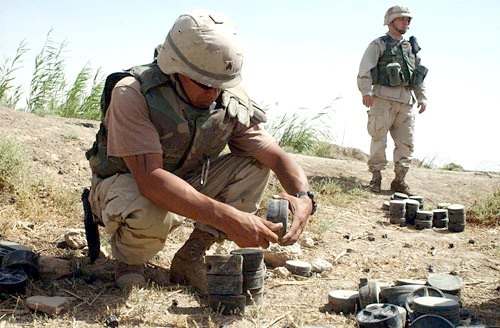
Солдат армії США з різними мінами ПМН-1 поблизу Фаллуджа, Ірак.

## Варіанти
- Type 58: китайська копія ПМН-1.[10]
- MM 2: бірманська копія ПМН-1, що використовується в М'янмі .[11]
- Gyata 64: угорська копія ПМН-1.[12]
- Міна ПМ-79: болгарський варіант ПМН-1.[13]
- МС-3 (міна-сюрприз): існує щонайменше з 1952 року. Вона виглядає схоже на ПМН-1, з однією лише різницею — у центрі верхньої сторони міни МС-3 є виступ, що містить підпружинений пристрій, що запобігає скиданню тиску. Вибуховий вміст становить 310 грамів тротилу. Загальна вага МС-3 становить 630 г. МС-3 вимагає мінімального навантаження від 5 до 6 кг на «блістер» для запобігання детонації. Як наслідок, міни МС-3 завжди зустрічатимуться під якимось важким об'єктом, наприклад, під загороджувальною міною ОЗМ-72 або іноді протитанковою міною, яка виступає засобом проти розмінування. Підрив МС-3 під протитанковою міною може спричинити симпатичну детонацію більшого боєприпасу. Крім того, МС-3 використовують як звичайну міну-пастку, не закопуючи її, наприклад заклавши всередині будівлі або транспортного засобу з певним вантажем зверху, наприклад, валізою.[14][15]